# Cumbres Borrascosas
Cumbres Borrascosas (título original en inglés: Wuthering Heights) es la única novela de Emily Brontë. Fue publicada por primera vez en 1847 bajo el seudónimo de Ellis Bell. Su hermana Charlotte editó una segunda edición póstuma.
Aunque ahora se considera un clásico de la literatura inglesa, el recibimiento inicial de Cumbres Borrascosas fue tibio en el mejor de los casos. Su estructura innovadora, que se suele comparar con un conjunto de muñecas de matryoshka, desconcertó a los críticos en un primer momento. Algunos críticos contemporáneos a la autora incluso pensaron que este era un trabajo anterior, menos maduro, de Charlotte Brontë (que había publicado Jane Eyre ese mismo año bajo el seudónimo de Currer Bell).
Cumbres Borrascosas ha dado lugar a muchas adaptaciones, incluyendo varias películas, dramatizaciones radiofónicas y televisivas, un musical, telenovelas y canciones.

## Argumento
Un hombre llamado Lockwood llega a la finca Cumbres Borrascosas para conocer al señor Heathcliff, su casero, que le ha alquilado una villa cercana, la Granja de los Tordos. El recibimiento no puede ser más frío, hostil y desagradable. En la casa viven otras dos personas, Catherine, una hermosa joven de piel como alabastro y hermosos ojos azules, y el cabello con definidos rizos dorados, y Hareton Earnshaw, un joven alto, tosco y moreno, con apariencia torpe. Los tres personajes le parecen a Lockwood incomprensiblemente toscos y amargados. La señora Dean, que sirve a Lockwood en la Granja de los Tordos y cuidó de ellos cuando eran niños, le cuenta la historia de las dos familias que viven en la zona, los Linton y los Earnshaw. 
El señor Earnshaw, dueño de Cumbres Borrascosas, trajo un día a su casa a Heathcliff, un niño abandonado, para criarlo como suyo. Los hijos de Earnshaw recibieron con extrañeza a Heathcliff. Con el tiempo, la hija, Catherine, se hizo buena amiga de él, pero el hijo mayor, Hindley, lo detestaba y no perdía ocasión de humillarlo; sin embargo, Heathcliff, al ser un niño rudo e inteligente, se defendía de Hindley con astucia y brusquedad. 
Años después, los padres de Catherine y Hindley mueren. Hindley se casa con una mujer llamada Frances, con quien tiene un hijo, Hareton. Frances prohíbe a Heathcliff todo contacto con Catherine. Sin embargo, los dos mantienen a escondidas su amistad, que pronto se convierte en amor apasionado. Un día deciden ir a espiar a los vecinos que viven en la Granja de los Tordos, los Linton. Ellos los sorprenden. Mientras intenta huir, un perro muerde a Catherine. Los Linton la recogen, la cuidan y la alojan en su casa durante una temporada. En cambio, expulsan a Heathcliff, al que consideran poco menos que un criado por el aspecto de «gitano» con el que el niño contaba. Cuando Catherine vuelve a las Cumbres, ha cambiado: ya no es una niña salvaje, sino toda una señorita, comportamiento influenciado por la sofisticada educación de Isabella, la hermosa hija de los Linton.
Catherine se casa con el hijo de los Linton, Edgar, aunque confiesa al ama de llaves, Nelly Dean, que en realidad está enamorada de Heathcliff. Este, que escucha escondido parte de la conversación, se siente ofendido, pues Catherine dice que descarta casarse con él porque la unión la rebajaría. Herido en su orgullo, desaparece, pero vuelve luego de tres años, enriquecido por oscuros negocios. Para enfadar a Edgar y poner celosa a Catherine, corteja a Isabella (la hermana menor de Edgar), y acaba casándose con ella, unión que le da un hijo, Linton.
Catherine, enferma por los encontronazos entre su marido y Heathcliff, acaba muriendo la noche del parto de su primogénita. Edgar Linton, el padre de la niña, decide llamarla igual que su difunta esposa: Catherine. Hindley, convertido en un borracho y jugador empedernido, se ve obligado a vender Cumbres Borrascosas a Heathcliff. Finalmente muere, y Heathcliff se queda con la casa y con el hijo de Hindley, Hareton, al que mantiene analfabeto y salvaje, vengándose así de su padre. Isabella huye de Cumbres Borrascosas y se consagra al cuidado de su hijo, Linton. Finalmente, muere, y Linton vuelve con Heathcliff, que lo desprecia, pues es un niño enfermizo que no se parece en nada a él.
Pasan dieciséis años. Catherine Linton, hija de Catherine y Edgar, que no conoce la historia de las Cumbres, acude a visitar a su primo Linton. Heathcliff orquesta un romance entre los dos primos y logra que se casen, de modo que cuando Edgar muera poco después, Heathcliff heredará la Granja de los Tordos, apoderándose así del patrimonio de las dos familias que tanto lo despreciaron. Todo esto ocurre efectivamente, y así culmina la historia del ama de llaves.
El señor Lockwood se va de la zona y no vuelve a Cumbres Borrascosas sino hasta varios meses después, y entonces descubre que Heathcliff ha muerto. Reunido una vez más con la señora Dean, ella le cuenta lo que se perdió en su prolongada ausencia: Heathcliff, cada vez más convencido de que el fantasma de su amada Catherine vino a buscarlo, sufrió un rápido deterioro físico y mental. Tras someterse a un ayuno de varios días, Nelly encontró a su amo muerto en la cama, con una extraña sonrisa en su rostro. A pesar de lo mucho que lo maltrató, Hareton llora por Heathcliff, que ha sido lo más parecido a un padre que ha conocido. Catherine, que al principio despreciaba a Hareton, pasó a compadecerse de la ignorancia del muchacho y le enseñó en secreto a leer. Su relación da un giro satisfactorio: al final, deciden casarse, dando así un feliz desenlace a la historia de odios y desencuentros de sus familias. Dean añade un dato más a su historia: ha oído que varios pobladores han visto que Heathcliff y Catherine Earnshaw aún pasean por los páramos. Lockwood, tras escuchar el relato, abandona tranquilamente las Cumbres y visita las tumbas de Edgar, Catherine y Heathcliff, preguntándose cómo estarán tan intranquilos bajo un suelo tan apacible.

## Personajes
- Heathcliff: Protagonista de la novela. Hombre rencoroso y vengativo, su objetivo en la vida es hacer miserables a los que lo oprimieron durante su infancia. Enamorado de Catherine Earnshaw. Se adueña de las casas de Cumbres Borrascosas primero y finalmente de la Granja de los Tordos.

- Catherine Earnshaw: Hija del dueño original de Cumbres Borrascosas, hermana de Hindley. Enamorada de Heathcliff, pero al ver imposible realizar ese amor, decide casarse con su vecino Edgar Linton.

- Hindley Earnshaw: Hermano de Catherine y heredero de Cumbres Borrascosas. Después de morir su esposa Frances y tras el regreso de Heathcliff, se precipita a la muerte a través del juego y la bebida.

- Edgar Linton: Vecino de Cumbres Borrascosas y dueño de la Granja de los Tordos. Casado y viudo de Catherine Earnshaw. Rival de Heathcliff y padre de Cathy.

- Isabella Linton: Hermana de Edgar Linton y enamorada de Heathcliff. Engañada, se casa con él, pero al poco tiempo se separa y se va a vivir a otra ciudad con su hijo Linton.

- Cathy Linton: Hija de Catherine y Edgar Linton. El día de su nacimiento marca la muerte de su madre Catherine.

- Linton Heathcliff: Hijo de Heathcliff e Isabella. Enfermizo y maltratado por su padre.

- Hareton Earnshaw: Hijo de Hindley Earnshaw, es maltratado y brutalizado por Heathcliff.

- Ellen "Nelly" Dean: Ama de llaves de la Granja de los Tordos y cuidadora de los jóvenes hermanos Earnshaw. Es quien cuenta la historia al actual inquilino de la Granja de los Tordos, el señor Lockwood.

- Joseph: Uno de los sirvientes de Cumbres Borrascosas, siempre malhumorado y gruñón. Espera morir en Cumbres Borrascosas tanto como haber podido servir allí durante sesenta años.

## Filmografía
Cumbres Borrascosas ha servido de inspiración para varias películas y miniseries:
| Título                                                     | Director(a)     | Protagonistas |
| ---------------------------------------------------------- | --------------- | --- |
| Cumbres Borrascosas (1939)                                 | William Wyler   | Laurence Olivier Merle Oberon                                                                                             |
| Abismos de pasión (1953)                                   | Luis Buñuel     | Jorge Mistral, Irasema Dilián, Lilia Prado, Ernesto Alonso y Luis Aceves Castañeda                                        |
| Cumbres Borrascosas (1963)                                 | Daniel Camino   | Ricardo Blume, Saby Kamalich, Leonardo Torres Descalzi                                                                    |
| Cumbres Borrascosas (1964)                                 | Manuel Calvo    | Manuel López Ochoa, Lorena Velázquez, Guillermo Herrera, Germán Robles, Miguel Manzano, Dina de Marco, María Teresa Rivas |
| Cumbres Borrascosas (1970)                                 | Robert Fuest    | Timothy Dalton Anna Calder-Marshall                                                                                       |
| Cumbres Borrascosas (1976)                                 | Grazio D'Angelo | José Bardina Elluz Peraza Haydée Balza                                                                                    |
| Cumbres Borrascosas (1977)                                 | Edgardo Borda   | Rodolfo Bebán, Alicia Bruzzo, Gianni Lunadei, Carlos Andrés Calvo Susú Pecoraro                                           |
| Cumbres Borrascosas (miniserie para la televisión de 1978) | Peter Hammond   | Ken Hutchison, Kay Adshead, Brian Wilde, Pat Heywood, John Duttine, John Golightly                                        |
| Cumbres Borrascosas (1979)                                 | Ernesto Alonso  | Gonzalo Vega Alma Muriel                                                                                                  |
| Hurlevent (1985)                                           | Jacques Rivette | Lucas Belvaux Fabienne Babe                                                                                               |
| Cumbres Borrascosas (1992)                                 | Peter Kosminsky | Juliette Binoche Ralph Fiennes                                                                                            |
| Cumbres Borrascosas (2003)                                 | Suri Krishnamma | Erika Christensen Mike Vogel                                                                                              |
| Cumbres Borrascosas (2009)                                 | Coky Giedroyc   | Charlotte Riley Tom Hardy                                                                                                 |
| Cumbres Borrascosas (2011)                                 | Andrea Arnold   | Kaya Scodelario James Howson                                                                                              |

- Cumbres Borrascosas (miniserie para la radio de 2006). Producida y dirigida por Alberto Cimino y protagonizada por Gigi Zanchetta, Jean Carlo Simancas, Tatiana Capote, Taniusha Capote, Henry Soto, Vicente Tepedino, Julio Capote, Ana Castell y Karl Hoffman.[cita requerida]
- En 1988, el productor mexicano Ernesto Alonso realizó la telenovela Encadenados, basada en Cumbres Borrascosas, protagonizada por Christian Bach y Humberto Zurita.[cita requerida]
- En Colombia, Producciones Punch hizo una versión en telenovela (1984), donde los papeles principales estuvieron en cabeza de Mauricio Figueroa y Gloria Zapata. Sin embargo, esta no tuvo éxito, pues su enfrentado a las 10:00 de la noche fue con la popular Pero sigo siendo El Rey, que marcó récord de sintonía desde su primera semana.[cita requerida]